# Будинок почесного громадянина Головізіна
Будинок почесного громадянина міста Вєрного Т. А. Головізіна — будівля в Алмати, побудована на початку XX століття в стилі модерн на замовлення вєрненського купця Тита Головізіна.

## Історія
Будівництво будівлі проводилося у 1905—1908 роках біля перетину вулиць Лепсинської (пр. Назарбаєва) та Артилерійській (вул. Курмангази) на замовлення власника вєрненських шевських майстерень, почесного громадянина міста Вєрного Т. А. Головізіна. Автор проекту невідомий, проте низка дослідників вважають, що використання елементів класики у стилі модерн, художнє та об'ємно-планувальне рішення дозволяють стверджувати, що будівля збудована французьким архітектором Павлом Гурде.
Після встановлення радянської влади у 1918 році будинок був націоналізований. У 1920 році у споруді розташовувалися дитсадок та житлові квартири комуналки, поліклініка. Пізніше будинок перейшов у господарювання Ради міністрів Казахської РСР.
У готелі ГОСПУ Радміну Казахської РСР проживали перші керівники республіки та гості зарубіжних держав. У 1946—1951 роки тут жив Жумабай Шаяхметов, видатний казахстанський політичний діяч радянської доби. У період з 1955 по 1956 роки у будинку проживав глава Казахської РСР, Леонід Брежнєв.
Наразі будівля перебуває в хорошому стані і використовується як державна резиденція номер 4. Будівля розташована в так званому «Золотому квадраті» міста.

## Архітектура
Будівля являє собою одноповерховий дерев'яний будинок, закруглений вежею зі шпилем. Він художньо оформлений навершям у середній частині фасаду. Парадність фасадів досягається складною пластикою у вигляді напівколон композитного ордеру та парапету, прикрашеного мальовничою ліпниною рослинного орнаменту, що створюють різноманітність світлотіні. Планувальна система компактного об'єму будівлі складається із прохідних кімнат.
Споруда є зразком купецького особняка початку XX століття. Сучасний вхід до будівлі розташований по діагональній осі кварталу.
На будинку встановлено меморіальні дошки, присвячені Т. А. Головізину, який проживав тут у 1905—1908 рр., і Жумабаю Шаяхметову, видному державному діячеві радянської доби, який проживав у будинку в 1946—1954 рр.

## Статус пам'ятки
4 квітня 1979 року було ухвалено Рішення виконавчого комітету Алма-Атинської міської Ради народних депутатів № 139 «Про затвердження списку пам'яток історії та культури міста Алма-Ати», у якому було вказано будинок почесного громадянина міста Вєрного Головізина. Рішенням передбачалося оформити охоронне зобов'язання та розробити проекти реставрації пам'яток.
26 січня 1982 року будинок було включено до списку пам'яток історії та культури республіканського значення Казахської РСР.